# Điện thoại phổ thông

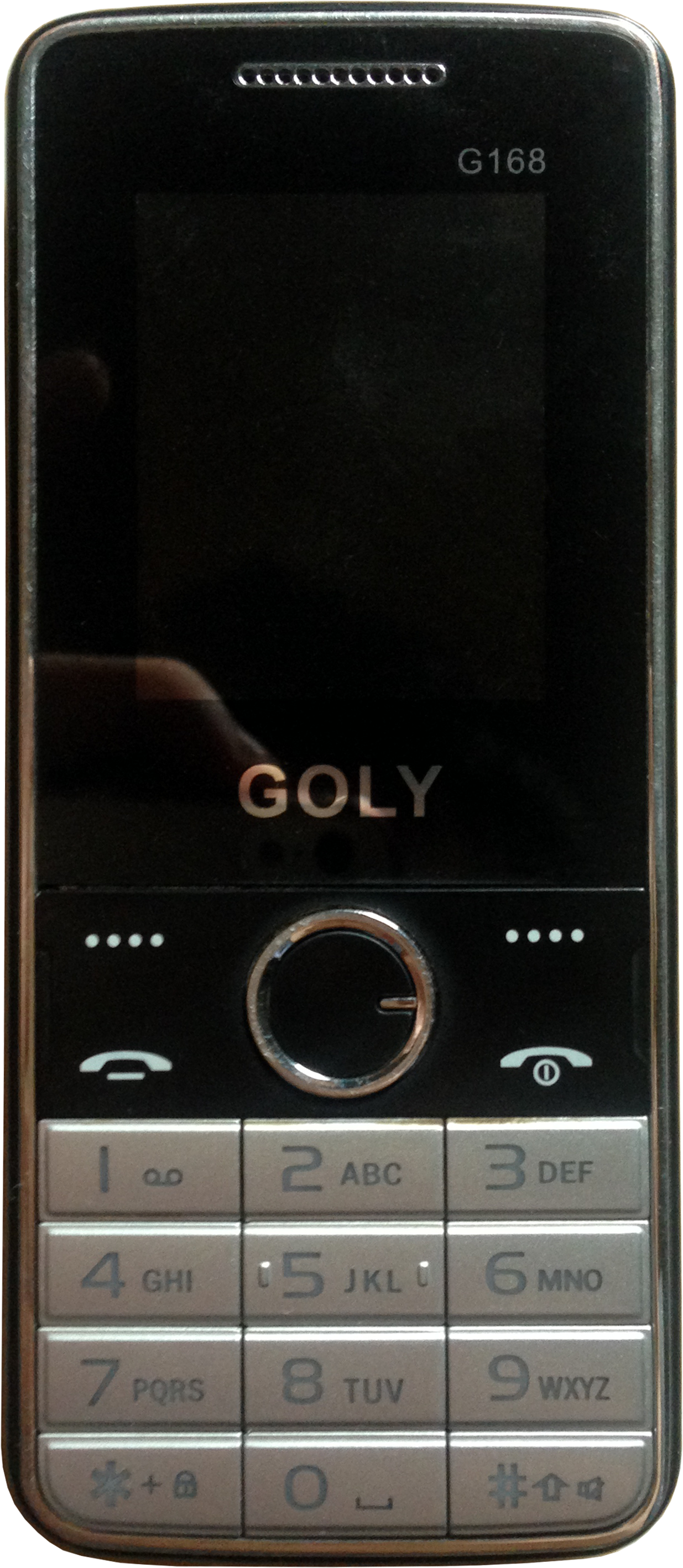
Điện thoại phổ thông Goly G168

Điện thoại phổ thông (tiếng Anh: feature phone), còn gọi là điện thoại "cục gạch", điện thoại cơ bản hay điện thoại đời cũ (old phone), để phân biệt với điện thoại thông minh, là loại điện thoại di động tại thời điểm sản xuất và do giới hạn công nghệ thời đó nên không được coi là điện thoại thông minh, tuy nhiên vẫn có các chức năng bổ sung và dịch vụ di động. Nó được dành cho người dùng muốn có một chiếc điện thoại giá thành thấp hơn và đơn giản hơn so điện thoại thông minh.
Vào năm 2011, điện thoại phổ thông chiếm 60% tổng số lượng điện thoại di động tại Hoa Kỳ và 70% điện thoại di động được bán trên toàn thế giới. Tuy nhiên, dự kiến năm 2015, điện thoại phổ thông sẽ hoàn toàn bị điện thoại thông minh áp đảo về thị phần. Dẫu vậy, thị trường điện thoại phổ thông vẫn là một ẩn số khi 2/3 dân số toàn cầu chưa được tiếp cận với Internet và Facebook đang nỗ lực mang Internet miễn phí đến phần còn lại của thế giới qua dự án Internet.org (dự án này chỉ chấp nhận các website chạy được trên các dòng điện thoại phổ thông để đảm bảo lưu lượng internet là thấp nhất).

## Sự khác biệt giữa điện thoại phổ thông và điện thoại thông minh
Điện thoại phổ thông là một thuật ngữ để mô tả một thiết bị di động cấp thấp, khác với điện thoại thông minh mô tả một thiết bị di động cao cấp của thế hệ mới hơn, được tích hợp vi xử lý mạnh mẽ và nhiều tính năng bảo mật cao như cảm biến vân tay, cảm biến mống mắt, cảm biến nhận diện khuôn mặt,...
Một biến chứng trong việc phân biệt giữa điện thoại thông minh và điện thoại phổ thông là theo thời gian các mô hình mới của điện thoại phổ thông có thể tăng lên vượt quá những điện thoại đã được quảng cáo là điện thoại thông minh trong quá khứ. Bởi vì thay đổi công nghệ nhanh chóng, những gì là điện thoại thông minh trong vòng 10 năm trước đây có thể chỉ được xem xét một điện thoại phổ thông ngày hôm nay. Ví dụ: Điện thoại phổ thông ngày nay thường cũng phục vụ như là một thiết bị kỹ thuật số hỗ trợ cá nhân (PDA) và máy nghe nhạc phương tiện truyền thông di động có khả năng như: Camera, màn hình cảm ứng, định vị GPS, hệ điều hành điện thoại di động, Wifi và truy cập băng rộng di động GPRS, 3G.
Một sự khác biệt đáng kể giữa các điện thoại thông minh và điện thoại phổ thông là cải tiến giao diện lập trình ứng dụng (API) trên điện thoại thông minh chạy ứng dụng bên thứ ba có thể cho phép những ứng dụng để có tích hợp tốt hơn với hệ điều hành của điện thoại và phần cứng hơn là điển hình với các điện thoại phổ thông. Trong khi đó, điện thoại phổ thông thường chạy trên phần mềm sở hữu độc quyền, với sự hỗ trợ phần mềm của bên thứ ba thông qua các nền tảng như Java ME hoặc BREW. Trong khi nâng cao các API xuất hiện trên điện thoại thông minh đầu tiên, họ đang dần chuyển sang điện thoại phổ thông.

## Độ bền
So với điện thoại thông minh (đa số chúng có màn hình cảm ứng) vốn có khả năng vỡ màn hình và hỏng vi mạch rất cao do va đập và có thể bị hư hỏng các tính năng như GPS, Wifi, Bluetooth, cũng như các chương trình do lỗi phần mềm..; thì điện thoại phổ thông có độ bền cao hơn do cấu tạo đơn giản có ít bộ mạch và các chip nên khi rơi hoặc va đập mạnh sẽ hiếm khi xảy ra vấn đề gì mặc dù một số khả năng hiếm xảy ra như tự tắt máy do rơi pin ra ngoài.